# یوکیو گوتو
یوکیو گوتو (به انگلیسی: Yukio Goto) بازیکن فوتبال اهل ژاپن و عضو تیم ملی فوتبال ژاپن است که در تاریخ ۲۵ اوت ۱۹۳۰ میلادی اولین بازی ملی‌اش را انجام داد. او در ۴ بازی ملی حضور داشت و آخرین بازی ملی خود را در تاریخ ۲۰ مه ۱۹۳۴ میلادی انجام داد. یوکیو گوتو در بازی‌های ملی‌اش
گلی به ثمر نرساند.